# بروس نومان
بروس نومان (انگلیسی: Bruce Nauman؛ زادهٔ ۶ دسامبر ۱۹۴۱) مجسمه‌ساز، نقاش، هنرمند، و عکاس اهل ایالات متحده آمریکا است.
وی همچنین برندهٔ جوایزی همچون جایزه ولف در هنر و پرمیوم ایمپریاله می‌باشد.